# تاريخ الجبن

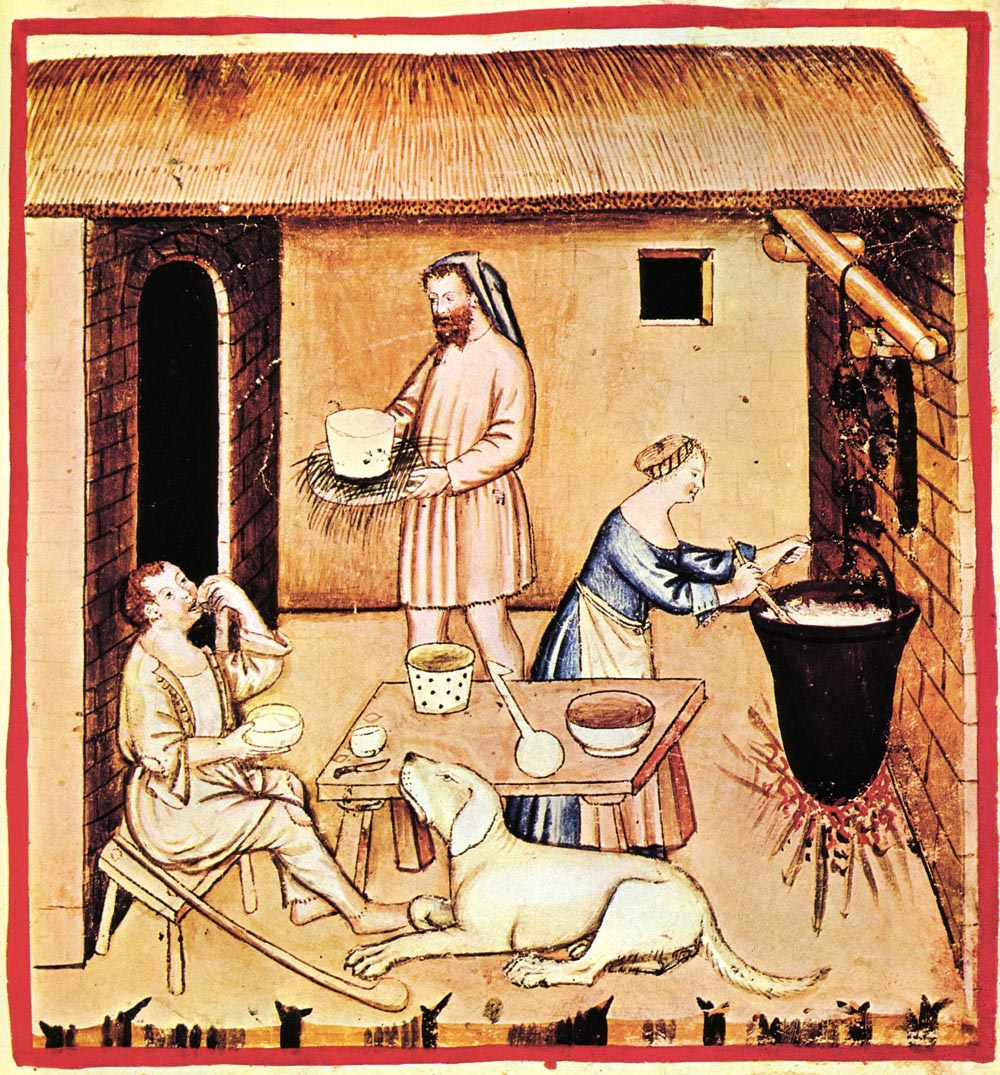
صناعة الجبن، دليل الصحة الذي تم إنشاؤه في القرون الوسطى (تاكوينيم سانيتاتس) (القرن الرابع عشر)

الجبن طعام قديم يقال إن جذوره تسبق التاريخ المسجل، تعود إلى أسلوب نقل الألبان في المثانة المأخوذة من معدة الحيوان المجتر، فهي المصدر الأصلي لـ المنفحة. ولا يوجد دليل حاسم يدل على موطن نشأة صناعة الجبن سواء كان في أوروبا أو في آسيا الوسطى أو في الشرق الأوسط أو في الصحراء الكبرى. ولقد انتشرت صناعة الجبن في أوروبا مع بدايات الميثيولوجيا الإغريقية ووفقًا لـ بلينيوس الأكبر، أصبحت صناعة الجبن مشروعًا متطورًا عند نشأة روما القديمة، عندما كانت الأجبان الأجنبية القيمة تنقل إلى روما لإرضاء أذواق الصفوة.

## الأصول الأولى
رغم أنه قد تم العثور على أجزاء مكسورة من الفخار المثقوب بفتحات في المساكن المبنية على ركائز فوق سطح الأرض أو الماء في ثقافة يونيفايد على بحيرة نوشاتل – ترجع إلى عام 6.000 قبل الميلاد – وقد افترض أن هذا الفخار كان يستخدم كمصفاة للجبن، فإن أول دليل مؤكد على صناعة الجبن يرجع إلى عام 5.500 قبل الميلاد في كيوجافيا، في بولندا. ويبدو أن عملية التجبين تعود تقريبًا إلى عام 4.000 قبل الميلاد في مراعي الصحراء الكبرى. فيحتمل أن الجبن، باعتباره الشكل الوحيد لحفظ اللبن في المناخ الحار، قد ارتبط بعملية التجبين من البداية. ونظرًا لاستخدام جلود الحيوانات وأعضائها الداخلية المنفوخة كأوعية لتخزين عدد من المواد الغذائية منذ الأزمنة القديمة، فمن المحتمل أن عملية صناعة الجبن قد تم اكتشافها على سبيل المصادفة عندما تم تخزين اللبن في وعاء مصنوع من معدة حيوان مجتر، مما أدى إلى تحول اللبن إلى روائب ومصل اللبن بفعل المنفحة المترسبة في المعدة. ورغم الأسطورة العربية التي ترجع اكتشاف الجبن إلى تاجر عربي استخدم هذه الطريقة لتخزين اللبن، فقد كانت الجبن معروفة جيدًا بين السومريين.
بدأت صناعة الجبن بطريقة مستقلة من خلال ضغط وتمليح اللبن الرائب ليتم حفظه جيدًا. ولكن عندما لوحظ أن تأثير صناعة اللبن في معدة حيوان ينتج روائب أكثر تماسكًا وذات قوام أفضل فقد أدى هذا إلى إضافة المنفحة عمدًا.
يتمثل الدليل على الجبن في (GA.UAR) نصوص الكتابة المسمارية لـ السومر من سلالة أور الثالثة، والتي ترجع إلى أوائل الألفية الثانية قبل الميلاد. ولقد تم العثور على أدلة مصورة على صناعة الجبن المصري على جداريات المقابر المصرية والتي يرجع تاريخها إلى ما يقرب من ألفي عام قبل الميلاد. ويحتمل أن أول أشكال الجبن كانت حامضة نسبيًا ومالحة، تشبه في شكلها الجبن القريش القروية أو جبن الفيتا العصرية. في نهاية العصر البرونزي في كريت المسيسينية في الحضارة المينوسية، سجلت ألواح الخطية ب (Linear B) عملية تخزين الجبن (tu-ro)، كما سجلت أسراب الطيور والرعاة.
تحتاج الجبن المُنتجة في أوروبا، حيث يكون المناخ أكثر برودة عنه في الشرق الأوسط، إلى ملح أقل للحفظ. ونتيجة لانخفاض نسبة الملح والحموضة، يصبح الجبن بيئة مناسبة لنمو الميكروبات والفطريات المفيدة، مما يمنح الجبن القديم مذاقه الممتع الشهير.

## اليونان القديمة وروما

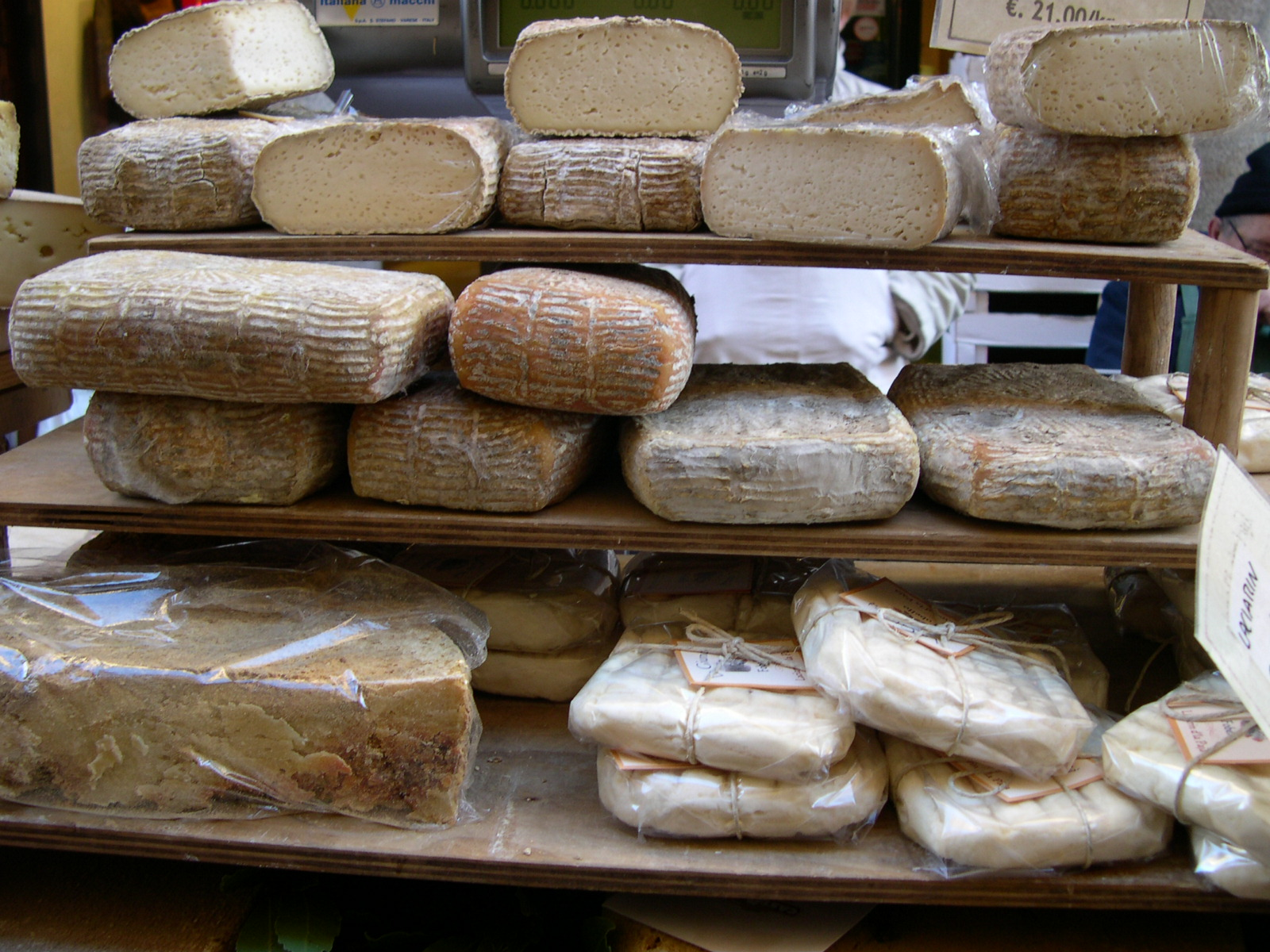
الجبن في أسواق إيطاليا

نسبت الميثيولوجيا الإغريقية القديمة عملية اكتشاف الجبنة إلى أريستايوس (Aristaeus). الأوديسة التي ألفها هوميروس (نهاية القرن الثامن قبل الميلاد) تصف قيام سايكلوب بصناعة وتخزين الجبن المصنوع من ألبان الأغنام والماعز:
| تاريخ الجبن | We soon reached his cave, but he was out shepherding, so we went inside and took stock of all that we could see. His cheese-racks were loaded with cheeses, and he had more lambs and kids than his pens could hold... When he had so done he sat down and milked his ewes and goats, all in due course, and then let each of them have her own young. He curdled half the milk and set it aside in wicker strainers. | تاريخ الجبن |

في خطاب طلب إبيقور من سيده قرصًا من الجبن الصلب ليمكنه إقامة مأدبة وقتما يريد. سجل بيليني التقاليد في روما حيث عاش زرادشت على تناول الجبن.
كانت الجبن في العصر الروماني طعامًا يوميًا وكانت صناعة الجبن فنًا متقدمًا. ويفصل كوليوميلا في De Re Rustica (عام 65 بعد الميلاد تقريبًا) عملية صناعة الجبن التي تقوم على تخثر المنفحة وضغط الروائب والتمليح والتعتيق. بلينيوس الأكبر خصص فصلاً (الفصل الحادي عشر، 97) في كتابه التاريخ الطبيعي (عام 77 بعد الميلاد) لوصف تنوع الأجبان التي كان الرومانيون يتمتعون بتناولها عند بداية الإمبراطورية. وذكر في هذا الكتاب أن أفضل أنواع الأجبان تأتي من القرى المجاورة لمدينة نيم، ولكن لا تعيش هذه الأجبان لفترات طويلة وينبغي أن تؤكل طازجة.

## ما بعد العصر الروماني في أوروبا
عندما واجهت الشعوب الرومانية جيرانها الغرباء الذين استقروا بالقرب منهم حديثًا حاملين معهم تقاليدهم الخاصة في عملية صناعة الجبن وأسرابهم الخاصة والكلمات غير المترابطة والمتعلقة بـ الجبن، أصبحت الأجبان في أروربا أكثر تنوعًا حيث عمل السكان المحليون على تطوير تقاليدهم المميزة الخاصة ومنتجاتهم. وعندما انهارت الرحلات التجارية التي كانت تقطع مسافات شاسعة، لم يكن سوى المسافرين هم الذين يقابلون أنواع جبن غير تقليدية: لقد رأى شارلمان لأول مرة أشكال الجبن الأبيض ذات القشرة التي يمكن أكلها وكانت هذه الحادثة من النوادر المذكورة في كتاب نوكترحياة الإمبراطور. تميزت عملية صناعة الجبن في العزب والأديرة بالسمات المحلية القوية المنقولة من النباتات البكتيرية المحلية؛ واستمر تعريف الرهبان بالأجبان في الأسماء التجارية للأجبان العصرية. ويدعي مجلس الجبن البريطاني اليوم وجود ما يقرب من 700 نوع من الأجبان المحلية المميزة في بريطانيا، ; بينما تمتلك فرنسا وإيطاليا 400 نوع تقريبًا لكل واحدة منهما. (هناك مثل فرنسي يقول بأن هناك نوع جبنة مختلفًا مناسبًا لكل يوم من أيام العام، ولقد سُئل شارل ديغول يومًا «كيف لك أن تحكم دولة تنتج 246 نوعًا من الأجبان؟») وكان تقدم فن صناعة الجبن في أوروبا لا يزال بطيئًا على مدار العصور بعد انهيار روما، فرغم أن تجارة الجبن أصبحت تجارة منتظمة تسير لمسافات بعيدة، فقد كان يُنظر إلى الجبن نظرة دونية باعتبارها طعام الفلاحين، ومن غير اللائق أن تكون على طاولة طعام النبلاء وكانوا حتى يعدونها ضارة بصحتهم الرقيقة على مدار فترات طويلة من العصور الوسطى. وفي قصيدة لانجلدند بيير الحراث (1360-87 ميلاديًا) واجه بيير ورفاقه من الفلاحين الصورة المجازية للجوع قائلين، «كل ما أملكه هو قطعتان من الجبن الطازج والقليل من اللبن الرائب والقشدة وكعك الشوفان ورغيفان من الخبز ونخالة أخبزها لأطفالي.»

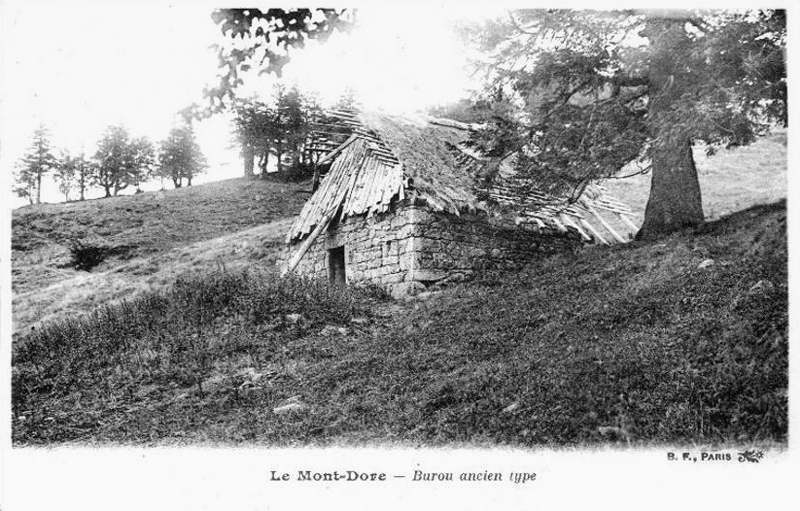
حظيرة تقليدية مسقفة بالقش، أو حظيرة صناعة الجبن، في مونت دور، بوي دي دوم بفرنسا

لقد تم تسجيل العديد من أنواع الجبن الموجودة اليوم لأول مرة في نهاية العصور الوسطى أو بعد ذلك — فلقد تم تسجيل الأجبان مثل جبن الشيدر عام 1500 ميلاديًا تقريبًا، بينما تم تسجيل جبن البارميزان عام 1597، وجبن الجودا عام 1697، وجبن كامامبير عام 1791، ولكن ما من سبيل لقياس العلاقة المميزة التي تربط بين تلك الأجبان المصنوعة في تلك الأماكن وبين المنتجات الحديثة. وتوضح مسألة اختراع (عام 1891) واختفاء جبن ليدركرانز كيف يمكن أن تختفي الجبن على مدار الزمن.

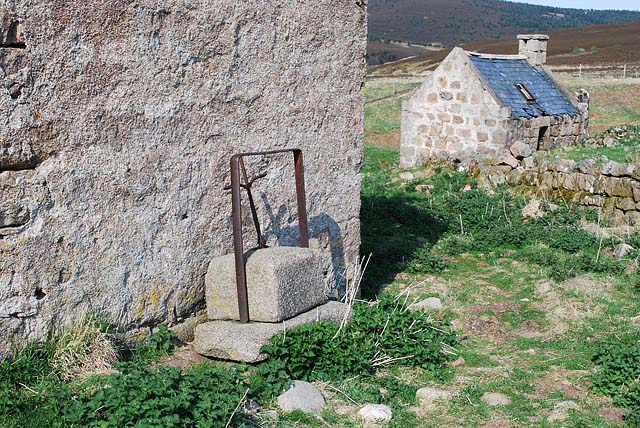
ضاغطة جبن مصنوعة من الأحجار لم تعد مستعملة في مزرعة أوشابراك في أبردينشاير في إسكتلندا

في عام 1546، ذكر كتاب أمثال جون هيوود أن «القمر مصنوع من جبن خضراء.» (ولا تشير كلمة الأخضر هنا إلى اللون، كما قد يتبادر إلى الذهن، بل تشير إلى دوام التجدد وعدم التقدم في العمر.) ولقد ترددت أشكال كثيرة لهذا الشعور على مدار فترة طويلة واستغلت وكالة ناسا هذه الخرافة في خدعة يوم كذبة إبريل عام 2006.

## العصر الحديث
حتى انتشاره في العصر الحديث مع انتشار الثقافة الأوروبية، لم يكن الجبن معلومًا تقريبًا في الثقافات الشرقية وفي الأمريكتين قبل كولومبوس، وكان يستخدم على نطاق محدود فقط في منطقة حوض البحر الأبيض المتوسط، وكان الجبن واسع الانتشار ومشهور في أوروبا فقط وفي المناطق المتأثرة تأثرًا قويًا بالثقافة الأوروبية. ومع انتشار الإمبريالية الأوروبية أولاً ثم الثقافة والطعام الأوروبي الأمريكي لاحقًا، أصبح الجبن معروفًا تدريجيًا وتزايدت شهرته في جميع أنحاء العالم، رغم أنه نادرًا ما يعتبر جزءًا من المطابخ العرقية المحلية خارج أوروبا والشرق الأوسط والأمريكتين.
تم افتتاح أول مصنع للإنتاج الصناعي للجبن في سويسرا عام 1815، ولكن لاقى الإنتاج الواسع النطاق النجاح لأول مرة في الولايات المتحدة. وينسب الفضل في ذلك إلى جيسي ويليامز، مزارع ألبان من روما، في نيويورك، حيث بدأ عام 1851 عملية صناعة الجبن بأسلوب خط التجميع باستخدام الألبان التي يجمعها من المزارع المجاورة. ثم تشكلت على مدار العقود مؤسسات ألبان مثل هذه.
شهدت حقبة الستينيات من القرن التاسع عشر بدء الإنتاج الشامل للمنفحات، ومع بداية القرن العشرين بدأ العلماء في إنتاج المستعمرات الميكروبية النقية. وقبل ذلك الحين، كان يتم الحصول على البكتريا المستخدمة في صناعة الجبن من البيئة أو من إعادة استخدام جزء قديم من الشرش؛ ويعني استخدام المستعمرات النقية إمكانية إنتاج جبن أكثر التزامًا بالمعايير.
لقد سيطرت الأجبان المصنوعة في المصانع على صناعة الأجبان التقليدية في زمن الحرب العالمية الثانية وأصبحت المصانع مصدرًا لمعظم الأجبان في أمريكا وأوروبا منذ ذلك الحين. ويشتري الأمريكيون اليوم الجبن المطبوخ أكثر من الجبن «التقليدي» أو المصنع في المصانع أو لا يشترون.